# Miraces aeneipennis
Miraces aeneipennis är en skalbaggsart som beskrevs av Martin Jacoby 1888. Miraces aeneipennis ingår i släktet Miraces och familjen bladbaggar. Inga underarter finns listade i Catalogue of Life.